# Кант (футбольний клуб)
«Кант» (кирг. Кант) — киргизський футбольний клуб, який представляє місто Кант.

## Хронологія назв
- 2007: ФК «Кант-77» (Кант)
- 2010: ФК «Кант» (Кант)

## Історія
Футбольний клуб «Кант-77» засновано в однойменному місті в 2007 році. Фактично під цією назвою виступала молодіжна збірна Киргизстану U-17, оскільки кістяк клубу склали найперспективніші молоді гравці 1990 року народження, спочатку «Кант-77» був фарм-клубом Абдиш-Ати. У цьому ж році клуб дебютував у Вищій лізі та за підсумками сезону посів 9-те місце, в національному кубку того ж сезону команда дійшла до 1/4 фіналу. В наступному сезоні в національному чемпіонаті «Кант-77» фінішував на 7-му місці, а в національному кубку команда знову повторила торішнє досягнення та дійшла до 1/4 фіналу. В сезоні 2009 року в національному чемпіонаті клуб посів високе 5-те місце, а в Кубку дійшов до 1/8 фіналу. У 2010 році команда змінила назву на ФК «Кант».

## Досягнення
- Топ-Ліга
  - 5-те місце (1): 2009

- Кубок Киргизстану
  - 1/4 фіналу (2): 2007, 2008

## Відомі гравці
- Дільшод Абдураїмов
- Тахір Авчиєв
- Базарбай Алигулов
- Руслан Аміров
- Михайло Буглак
- Равіль Габітов
- Ільяс Куватов
- Рустам Маміржанов
- Артур Муладжанов
- Рінат Муратов
- Дмитро Овчинніков
- Ойбек Пазилов
- Євгеній Пилипас
- Шухрат Рахмонов
- Азат Сакебаєв
- Самат Суймалієв
- Азіз Садиков
- Сардор Хакімов
- Курсанбек Шератов
- Іван Шматов
- Веньямін Шумейко
- Артем Щербина
- Максим Яковлєв